# Florian Janik

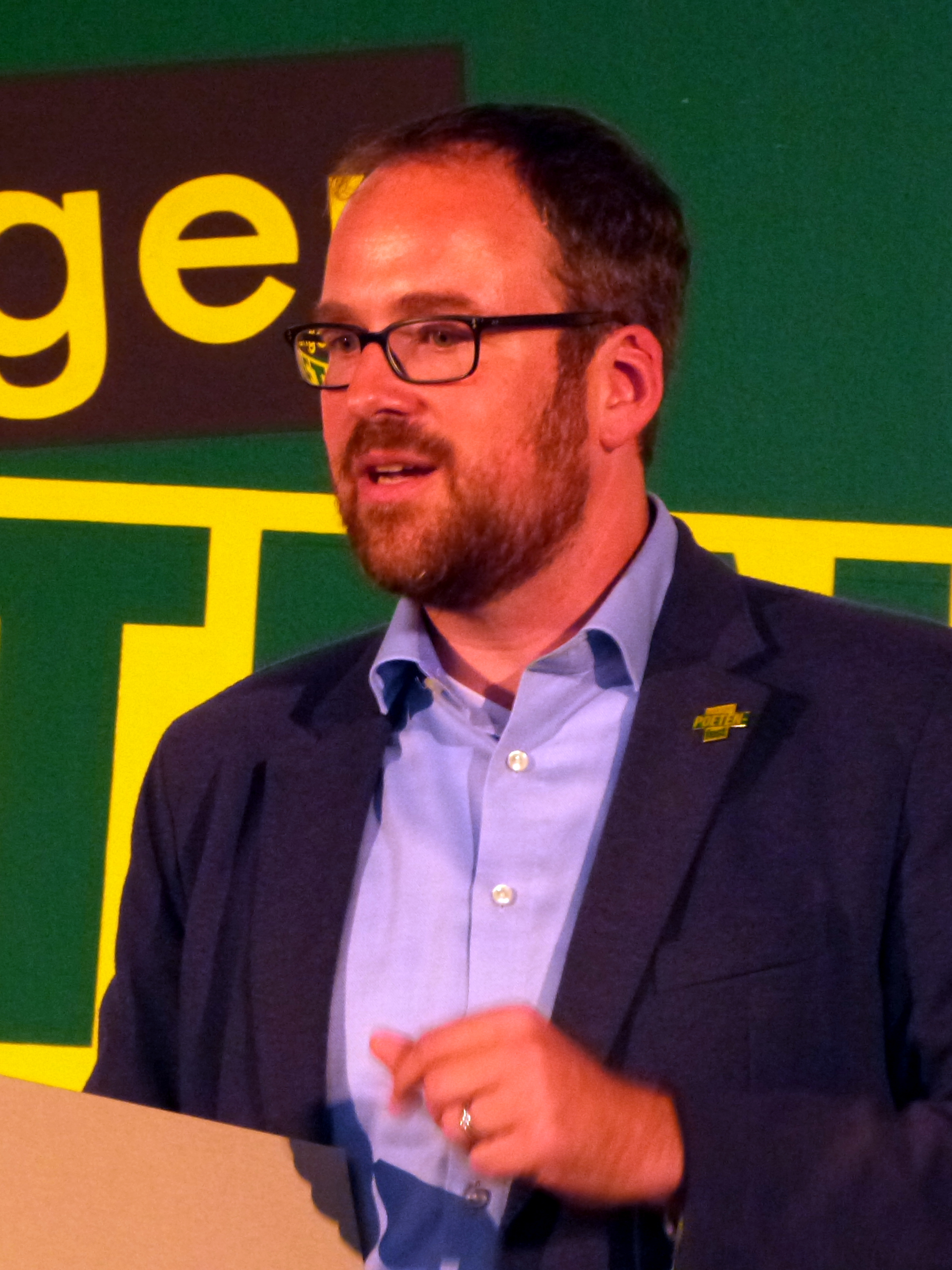
Florian Janik 2019

Florian Josef Janik (* 6. März 1980 in Erlangen) ist ein deutscher Politiker der SPD. Er ist seit dem 1. Mai 2014 Oberbürgermeister der Stadt Erlangen.

## Leben
Im Juli 1999 erhielt Janik das Abitur am Ohm-Gymnasium Erlangen. Er belegte in den Jahren 2000 bis 2005 ein Studium der Sozialwissenschaften an der Universität Erlangen-Nürnberg, welches er als Diplom-Sozialwirt (Univ.) abschloss. Thema der Diplomarbeit war Die Implementation der neuen Grundsicherung für Arbeitssuchende – eine Fallstudie in einer Großstadt mit kommunaler Option. Von 2001 bis 2005 war er Stipendiat der Friedrich-Ebert-Stiftung. Im Februar 2010 erfolgte die Promotion zum Dr. rer. pol. (summa cum laude) mit dem Thema Aus betrieblicher Sicht – Arbeitsmarktanalysen anhand des IAB-Betriebspanels. 
In den Jahren 1999 und 2000 absolvierte er seinen Zivildienst beim Mobilen Sozialen Hilfsdienst des Arbeiter-Samariter-Bundes in Erlangen-Höchstadt. Er war seit 2005 Wissenschaftlicher Mitarbeiter am Institut für Arbeitsmarkt- und Berufsforschung der Bundesagentur für Arbeit und wirkte seit dem Jahr 2009 im Projekt Nationales Bildungspanel, Schwerpunkt Weiterbildung und lebenslanges Lernen.
Florian Janik ist geschieden und hat zwei Kinder.

## Politische Karriere
Im Jahr 1998 trat er in die SPD ein und wurde im Frühjahr 2002 in den Erlanger Stadtrat gewählt. Im Jahr 2008 übernahm er dort den Fraktionsvorsitz. Er ist Mitglied im Kreisvorstand der SPD Erlangen.
Bei der Oberbürgermeister-Wahl am 16. März 2014 konnte er 37,2 % der Stimmen auf sich vereinen. Bei der Stichwahl am 30. März 2014 setzte er sich mit 63,7 % gegen den bisherigen Amtsinhaber Siegfried Balleis (CSU) durch. Seine erste Amtszeit begann am 1. Mai 2014. Bei der Kommunalwahl am 15. März 2020 trat er gegen sieben Mitbewerber an und konnte im ersten Wahlgang 39,2 % der Stimmen auf sich vereinen. Bei der Stichwahl am 29. März 2020 setzte er sich mit 54,5 % gegen Jörg Volleth (CSU) durch. Janik bleibt damit bis zum 30. April 2026 Oberbürgermeister von Erlangen.

## Ehrenamt (Auszug)
- Arbeiter-Samariter-Bund, Regionalverband Erlangen-Höchstadt e. V.[1]
- Mitglied des Kuratoriums des Max-Planck-Instituts für die Physik des Lichts[5]

## Veröffentlichungen
- Aus betrieblicher Perspektive: Arbeitsmarktanalysen anhand des IAB-Betriebspanels, Erlangen, Nürnberg, Diss., 2010